# Sally Blane

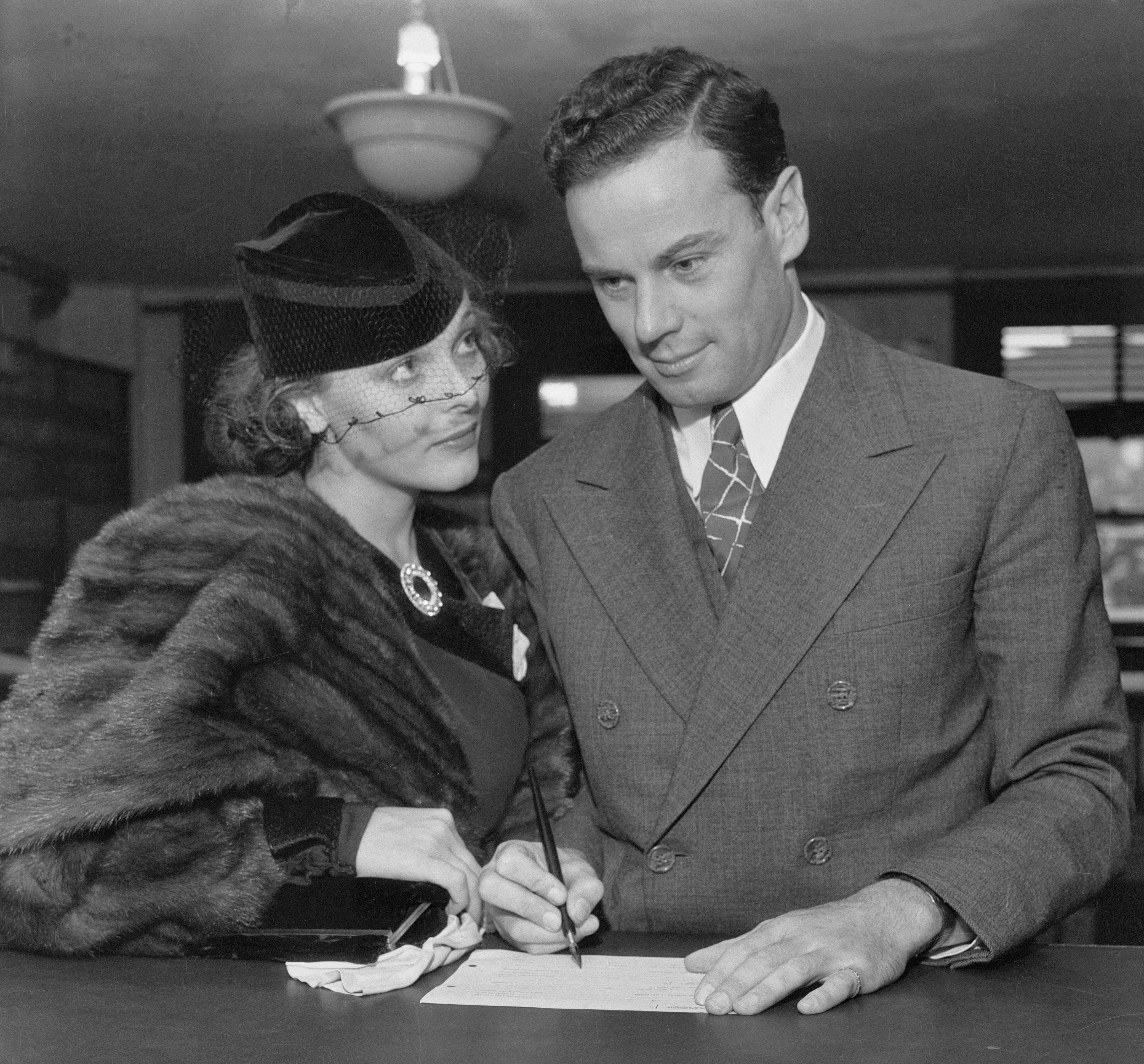
Sally Blane mit ihrem Ehemann Norman Foster (1935)

Sally Blane (eigentlich Elizabeth Jane Young; * 11. Juli 1910 in Salida, Colorado; † 27. August 1997 in Los Angeles, Kalifornien) war eine US-amerikanische Schauspielerin, die in ihrer 40-jährigen Laufbahn in mehr als 100 Filmen mitwirkte.

## Leben
Sally Blane war die Schwester der Schauspielerinnen Loretta Young und Polly Ann Young sowie Halbschwester von Georgiana Young. Bereits im Alter von sieben Jahren gab sie ihr Filmdebüt in Sirens of the Sea, gefolgt von einer kleinen Rolle in Der Scheich vier Jahre später. Danach pausierte Blane in ihrer Schauspiellaufbahn für sechs Jahre, um ihren Schulabschluss zu absolvieren.
Nach Beendigung dieser Pause war sie ab 1927 auch in größeren Rollen zu sehen. Es folgten Auftritte in mehreren Stummfilmen. Im Verlauf ihrer Karriere war sie auch mehrfach an der Seite ihrer Geschwister zu sehen. Der Übergang zum Tonfilm gelang Blane im Gegensatz zu vielen anderen Darstellern dieser Zeit. 1929 ernannte man sie zusammen mit weiteren jungen Schauspielerinnen zu einem der WAMPAS Baby Stars, denen man eine große Karriere in Hollywood voraussagte.
Den Höhepunkt ihrer Karriere hatte Blane in den 1930er-Jahren mit Haupt- und tragenden Nebenrollen in Filmen wie The Star Witness, dem Gangsterdrama Jagd auf James A., der Biografie Liebe und Leben des Telefonbauers A. Bell an der Seite ihrer Geschwister und der Komödie Charlie Chan auf der Schatzinsel. Nach 1940 war Blane kaum noch in Filmproduktionen zu sehen. Eine Ausnahme bildete der 1955 erschienene Film noir A Bullet for Joey. 1957 beendete sie ihre Laufbahn nach 40 Jahren und mehr als 100 Filmauftritten.
Sally Blane war von 1935 bis zu dessen Tod im Jahr 1976 mit dem Schauspieler und Regisseur Norman Foster verheiratet. Die gemeinsame Tochter Gretchen (benannt nach Loretta Youngs bürgerlichen Vornamen) wurde 1936 geboren. Blane starb am 27. August 1997 im Alter von 87 Jahren in Los Angeles an den Folgen einer Krebserkrankung. Ihre ältere Schwester Polly Ann Young starb nur wenige Monate zuvor ebenfalls an Krebs. Bestattet wurde Sally Blane an der Seite ihres Mannes auf dem Holy Cross Cemetery in Culver City.

## Filmografie (Auswahl)
- 1917: Sirens of the Sea
- 1921: Der Scheich (The Sheik)
- 1927: Casey at the Bat
- 1927: Rolled Stockings
- 1927: Shootin’ Irons
- 1928: Riff und Raff als Frauenhelden (Wife Savers)
- 1928: Dead Man’s Curve
- 1928: The Secret Hour
- 1928: Her Summer Hero
- 1928: A Horseman of the Plains
- 1928: Fools for Luck
- 1928: The Vanishing Pioneer
- 1928: König Cowboy (King Cowboy)
- 1929: Outlawed
- 1929: Wolves of the City
- 1929: Eyes of the Underworld
- 1929: The Very Idea
- 1929: Half Marriage
- 1929: Tanned Legs
- 1929: The Show of Shows
- 1929: The Vagabond Lover
- 1930: The Little Accident
- 1931: Once a Sinner
- 1931: Ten Cents a Dance
- 1931: Annabelle’s Affairs
- 1931: The Star Witness
- 1931: Shanghaied Love
- 1931: A Dangerous Affair
- 1931: The Spirit of Notre Dame
- 1931: X Marks the Spot
- 1931: Good Sport
- 1932: The Local Bad Man
- 1932: Cross-Examination
- 1932: The Reckoning
- 1932: Probation
- 1932: Disorderly Conduct
- 1932: Escapade
- 1932: Forbidden Company
- 1932: The Phantom Express
- 1932: Who, Me? (Kurzfilm)
- 1932: Heritage of the Desert
- 1932: Jagd auf James A. (I Am a Fugitive from a Chain Gang)
- 1932: Wild Horse Mesa
- 1933: Hello, Everybody!
- 1933: Trick for Trick
- 1933: Night of Terror
- 1933: Mayfair Girl
- 1933: Crime on the Hill
- 1933: Advice to the Lovelorn
- 1934: No More Women
- 1934: Stolen Sweets
- 1934: City Limits
- 1934: City Park
- 1934: Half a Sinner
- 1934: She Had to Choose
- 1934: The Silver Streak
- 1935: This Is the Life
- 1937: The Great Hospital Mystery
- 1937: Angel’s Holiday
- 1937: One Mile from Heaven
- 1938: Numbered Woman
- 1939: Liebe und Leben des Telefonbauers A. Bell (The Story of Alexander Graham Bell)
- 1939: Way Down South
- 1939: Charlie Chan auf der Schatzinsel (Charlie Chan at Treasure Island)
- 1944: The Escape
- 1955: A Bullet for Joey